# Tossal de Sant Martí (Sarroca de Bellera)
El Tossal de Sant Martí és una muntanya de 1.363,7 m d'altitud del terme municipal de Sarroca de Bellera, situada 400 metres al sud-oest de Vilancòs. Fins al 1970 formà part del terme municipal de Benés, de l'Alta Ribagorça.
És l'extrem sud-occidental de la Serra de la Pala, al nord-est de la confluència del riu de Manyanet i de la Valiri, les valls dels quals separa.